# Executive Report
Executive Report innehåller prognoser, statistik och marknadsanalyser för IT-marknaden. Målgruppen är primärt företag inom IT-branschen, men också investerare och stora IT-kunder följer trenderna genom Executive Report. Fokus ligger på fakta uttryckt i siffror och diagram. Innehållet bygger på rapporter och statistik från de största globala analysföretagen samt svenska undersökningsföretag. Executive Report kommer ut 11 gånger om året och distribueras i tryckt form samt som pdf-fil.
Executive Reports e-brev förmedlar i elektronisk form de allra senaste prognosförändringarna samt analyserna av IT-marknaden. Fokus är fakta och siffror tydligt åskådliggjorda i diagram. Därtill ger Executive Reports e-brev de senaste offentliga upphandlingarna. Executive Report e-brev skickas ut två gånger i veckan med undantag för helger och semestrar.
Executive Report utges i Sverige av IDG. Chefredaktör är Mats Brandon.